# NGC 1487

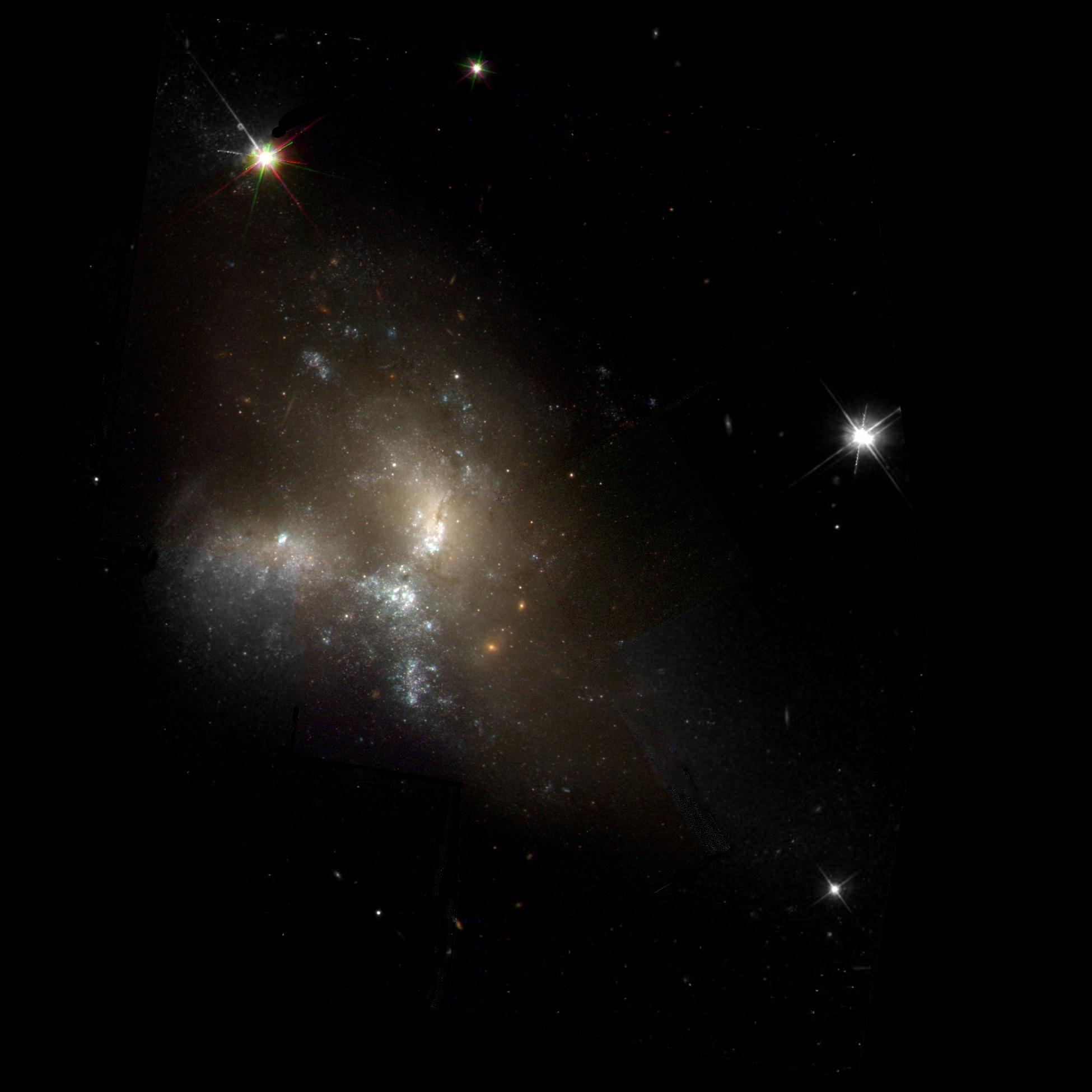
NGC 1487 par le télescope spatial Hubble.

NGC 1487 est une galaxie spirale de type magellanique relativement rapprochée et située dans la constellation de l'Éridan. NGC 1487 a été découverte par l'astronome écossais James Dunlop en 1826.

## Caractéristiques
Sa vitesse par rapport au fond diffus cosmologique est de 790 ± 4 km/s, ce qui correspond à une distance de Hubble de 11,7 ± 0,1 Mpc (∼38,2 millions d'al).
À ce jour, une mesure non basée sur le décalage vers le rouge (redshift) donne une distance d'environ 8,900 Mpc (∼29 millions d'al). Cette valeur est à l'extérieur des valeurs de la distance de Hubble. Puisque cette galaxie est relativement rapprochée du Groupe local, il est probable que cette valeur soit plus près de la distance réelle de NGC 1487. Notons cependant que c'est avec la valeur moyenne des mesures indépendantes, lorsqu'elles existent, que la base de données NASA/IPAC calcule le diamètre d'une galaxie.
NGC 1487 présente une large raie HI.
NGC 1487 est en réalité une paire de galaxies constituée des galaxies PGC 14117 et PGC 14118.

## Groupe de NGC 1512
NGC 1487 fait partie du groupe de galaxies de NGC 1512. Si l'on considère NGC 1487 comme une seule galaxie, ce groupe est un trio de galaxies dont l'autre membre est NGC 1510.